# Gottlieb Muffat

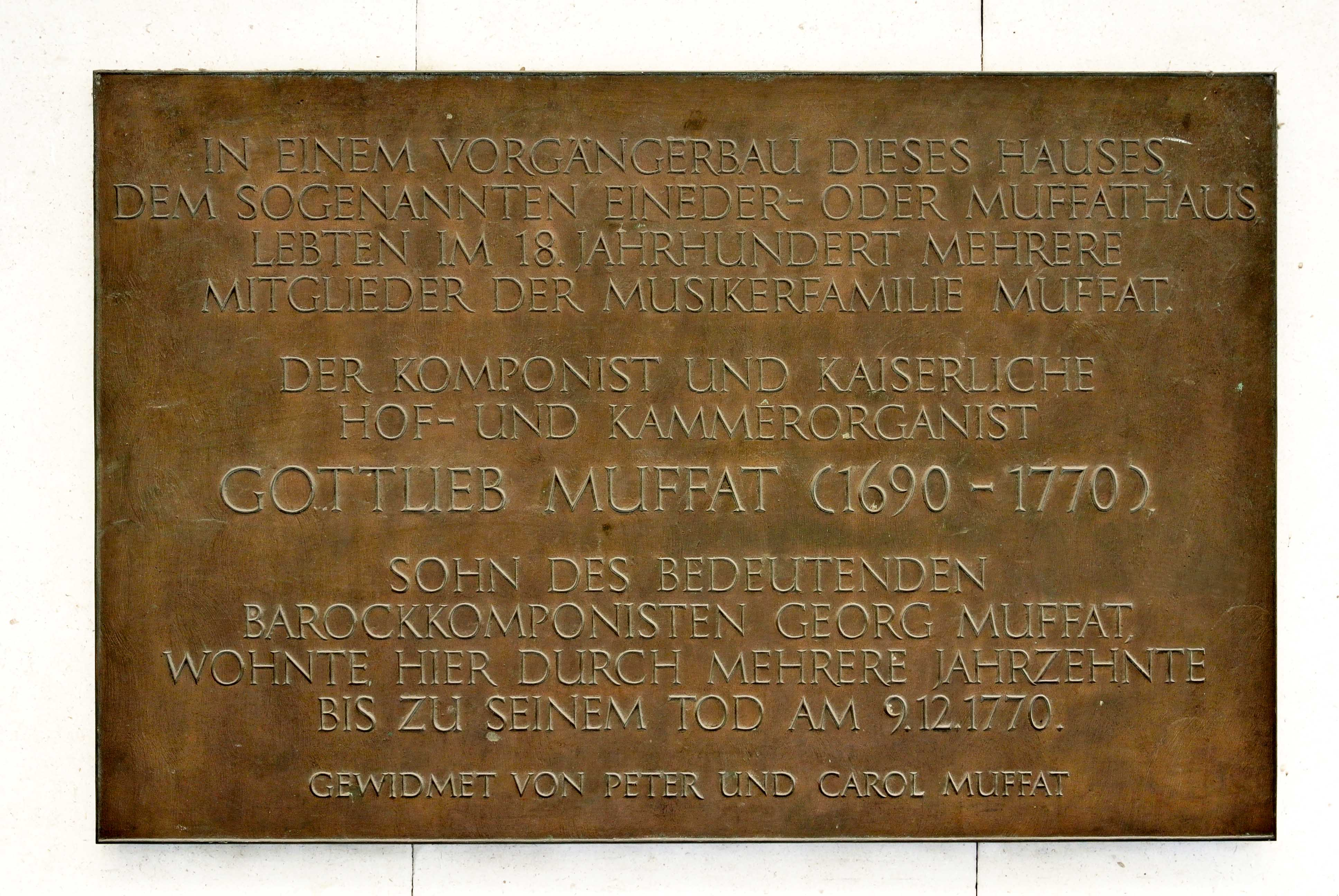
Placa commemorativa dedicada a Gottlieb Muffat

Gottlieb Muffat (abril de 1690 – 9 de desembre de 1770), fou un organista austíac. Era fill de Georg Muffat, i va servir com a Hofscholar sota les ordres de Johann Fux a Viena l'any 1711. El 1717 fou contractat com a tercer organista de la cort en la Hofkapelle. Més endavant va tenir feines addicionals com la formació musical de membres de la família Imperial, entre ells la futura Emperadriu Maria Theresa. Va ser promogut a segon organista el 1729 i primer organista amb l'accessió de Maria Theresa al tron el 1741. Es va retirar de les tasques de la cort el 1763.

## Composicions
Les composicions de Muffat són principalment música per a teclat. Mostra una habilitat considerable com a contrapuntista en les seves fugues litúrgiques curtes, que es van publicar en una primera col·lecció de 72 Versetl sammt 12 Toccaten (Viena, 1726). Aquestes peces reflecteixen una aproximació conservadora a música litúrgica i s'organitzen segons l'ordre eclesiàstic amb un toccata introductòria i un nombre regular de versets.
La seva segona publicació, Componimenti musicali per il cembalo (Augsburg, ca. 1739), és més progressiu. Aquesta col·lecció de sis suites, mantenen la incorporació de les peces tradicionals (allemande, courante i sarabanda), molt més ornamentades, com és característic en la música austroalemanya en aquella època. Alguns dels moviments reben, fins i tot, denominacions en francès, com La Coquette o L'aimable Esprit fet popular entre el clavecinistes. El conjunt de peces es caracteritza per presentar unes frases curtes i senzilles, i uns motius clars. Cal destacar que en el prefaci de l'obra hi ha taula sobre l'ornamentació amb símbols i instruccions de com interpretar els 57 tipus d'adornaments. L'edició més recent és de Christopher Hogwood el 2009.
Molta de la producció de Muffat no fou publicada, tot i que conté molta música de gran interès. Té un manuscrit que conté 32 ricercare i 19 canzonas que és el conjunt més gran de música de l'època que es basa en models de música del segle xvii. Com els alumnes de Fux, Muffat hauria estudiat la música de Frescobaldi i Froberger durant els seus anys d'aprenentatge. En el ricercare, Muffat demostra que és un mestre del stile antico. Seguint l'ús del barroc primerenc, el ricercare contrapuntístic està escrit en una partitura oberta i conserva el sentit de la modalitat i de l'estructura en seccions dels mestres italians. Les canzonas es basen en el motet vocal del segle xvi però és més viu i més instrumental pel que fa a l'estil.
Una altra manuscrit són les 24 Toccatas & Capriccios, un tipus d'aparellament que només es troba en Muffat. Dos estils de toccatas aparèixer en aquesta col·lecció: un tipus presenta una línia melòdica florida sobre un estructura harmònica de base, i el segon tipus utilitza un forma en seccions que juxtaposa tempos, mètriques i textures que contrasten. El capriccios mostren una varietat de formes que inclouen preludis, invencions i danses.

## Muffat i Händel
Se sap que Händel va utilitzar molt material musical dels seus contemporanis, incloent a Muffat. Aquesta pràctica que actualment ens pot semblar deshonesta, no disminueix la seva talla com a compositor i probablement en aquella època no generava rebuig.
No se sap si Händel i Muffat va arribar a conèixer-se personalment, però les seves posicions com a músics capdavanters en grans capitals europees fa suposar que, com a mínim, sabien que eren referents. Hi ha una còpia manuscrita de Muffat de les Suites des pieces (1720) de Händel quin Muffat modificà amb nombrosos adornaments juntament amb unes quantes variants de disseny propi (es pot veure l'edició moderna realitzada per Hogwood el 2007). Muffat també va fer una versió de les 6 Fugues per a teclat (1735) HWV 605-610 (primera edició del manuscrit per Hogwood el 2008). Per la seva part, Händel va incorporar força música dels Componimenti Musicali de Muffat. Com a mínim, 18 d'aquestes peces apareixen 30 vegades en l'obra de Händel. A l'Ode for St. Cecilia's Day és on apareix més música de Muffat, amb material de cinc peces que són incorporades a l'Oda per Händel. I no només utilitza temes, sinó també contrasubjectesi i frases posteriors. També hi ha música de Muffat a diversos oratoris, com a Joshua, Samson, i Judas Maccabeus. L'enèrgica fuga en el segon moviment de l'obertura de Samson fa ús extens d'un fuga dels Componimenti Musicali de Muffat, i una música semblant es troba en el tercer moviment de l'obertura de Judas Maccabeus. La marxa amb que comença els segon acte de Joshua és una modificació d'un Rigaudon de Muffat.

## Discografia
- Suite per a clavicèmbal núm. 5 interpretada per Mitzi Meyerson
- Suite per a clavicèmbal núm. 4 interpretada per Mitzi Meyerson
- Música de Muffat interpretada per Joseph Payne